# 雅梅
雅梅（法語：Jametz，法語發音：[ʒame]）是法国默兹省的一个市镇，属于凡尔登区。

## 地名
该地名“Jametz”发音为[ʒame]，末尾字母“tz”不发音，《世界地名翻译大辞典》与《世界地名译名词典》将其误译作“雅梅斯”。

## 地理
雅梅（49°25'50"N, 5°22'53"E）面积17.44 平方千米，位于法国大東部大區默兹省，该省份为法国西北部内陆省份，北与比利时接壤，西接马恩省和阿登省，南至上马恩省和孚日省，东临默尔特-摩泽尔省。
与雅梅接壤的市镇（或旧市镇、城区）包括：勒穆瓦维尔、布雷埃维尔、德吕、维塔尔维尔。
雅梅的时区为UTC+01:00、UTC+02:00（夏令时）。

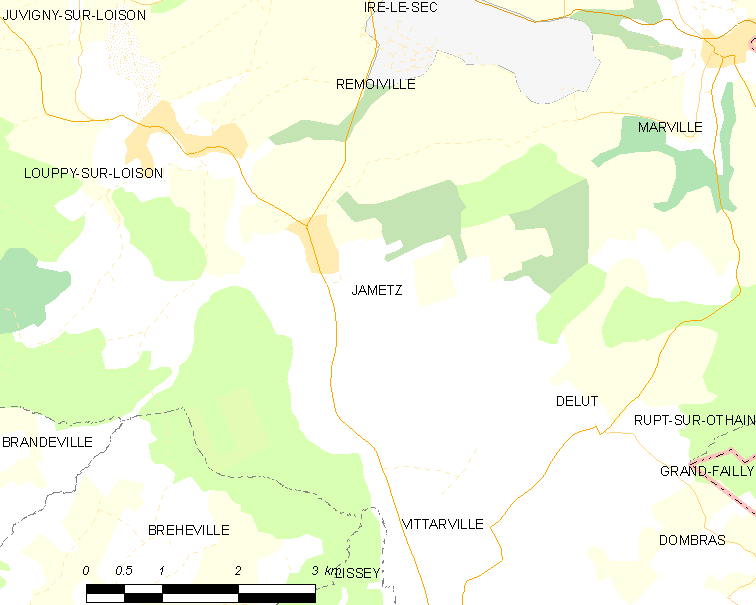
雅梅的OSM定位图

## 行政
雅梅的邮政编码为55600，INSEE市镇编码为55255。

## 政治
雅梅所属的省级选区为蒙梅迪县。

## 人口

1962-2008年间雅梅人口变化图示

雅梅于2022年1月1日时的人口数量为250人。